# Siegener Eisenbahnbedarf

Vom Siegener Eisenbahnbedarf 1927 gebaute Ellok für Guterzüge auf die Straßenbahnstrecke Scheveningen–Den Haag (Niederlande), 1973.

Die Siegener Eisenbahnbedarf A.G. war ein deutsches Maschinen- und Waggonbau-Unternehmen, welches an insgesamt drei Fertigungsstandorten sowohl Eisenwaren als auch Eisenbahnwagen fertigte.

## Geschichte

### Gründung
In dem seit Jahrhunderten durch seine Eisen- und Bergbauindustrie bekannten Siegerland gründete 1871 der schwäbische Maschinenschlosser Carl-Eberhard Weiß in Siegen die Firma „Carl Weiß“. Das Unternehmen fertigte zunächst Geräte für den Bergbau, darunter Förderwagen. Später folgten Beschlagteile und Halbzeuge für die Waggonbauindustrie, wie etwa Zughaken und Stangenpuffer.

### Ausbau
1905 übernahm er das bereits im Bau befindliche Waggonbau-Unternehmen in Dreis-Tiefenbach und baute es aus. Ab 1908 wurde diese Fabrik als selbstständiger Betrieb unter der Bezeichnung „Siegener Eisenbahnbedarf AG SEAG“ geführt. 1910 fertigte die Waggonfabrik an den drei Standorten Siegen, Dreis-Tiefenbach und in Nassau/Lahn  mit etwa 1.300 Mitarbeitern diverse Eisenwaren und Waggons.

### Zeit nach dem Ersten Weltkrieg
Um in den wirtschaftlich schwierigen Zeiten nach dem Ersten Weltkrieg bestehen zu können, gründeten am 21. April 1921 in Düsseldorf die Firmen Dessauer Waggonfabrik A.G., Düsseldorfer Eisenbahnbedarf A.G., H. Fuchs Waggonfabrik A.G., Siegener Eisenbahnbedarf A.G., Waggonfabrik Uerdingen und Wegmann & Co. mit einem Grundkapital von 200 Millionen Mark die Eisenbahnwagen-Liefergemeinschaft G.m.b.H., in Kurzform EISLIEG genannt.
In der Folge traten die Firmen Waggon und Maschinenbau A.G., Görlitz (WUMAG), und Gottfried Lindner A.G., Ammendorf, dem Verbund bei. Dieser Verbund beschäftigte insgesamt rund 10.000 Mitarbeiter und hatte einen jährlichen Ausstoß von 18.000 bis 20.000 Fahrzeugen aller Gattungen und Systeme.
Mit dem Reichsbahnvertrag von 1926 mit ca. 30 großen Waggonbaufirmen wurde der EISLIEG die Geschäftsgrundlage entzogen, es folgte deren Auflösung.

### Ende
Die Familie Weiß verkaufte die SEAG an die Charlottenhütte in Niederschelden, die 1926 zu den Gründern der Vereinigten Stahlwerke gehörte. Damit ging das Werk Dreis-Tiefenbach nach dem Zweiten Weltkrieg an die Rheinischen Stahlwerke.

## Geschäftsfelder
Das Fertigungsspektrum des Gesamtunternehmens beinhaltete die folgenden Abteilungen:
- Das Werk in Siegen fertigte hauptsächlich Beschlagteile und Gesenkschmiedestücke für den Waggon- und Lokomotivbau wie Puffer, Pufferhülsen, Zughaken, Kupplungen usw.

- Das Werk Dreis-Tiefenbach bestand aus den Bereichen Waggonbau, Kesselschmiede und Press- und Stanzwerk. Neben Güter- und Gepäckwagen wurden Spezialwagen für die Montan- und die chemische Industrie hergestellt.

- Die drei Abteilungen der Elisenhütte in Nassau/Lahn beschäftigen sich mit dem Waggonbau, der Herstellung aller Sorten von Schrauben sowie von Gasrohren.

## Produktgalerie
Beispielhaft für die Produkte des Unternehmens werden hier einige Muster gezeigt. Sie entstammen dem Buch Das deutsche Eisenbahnwesen der Gegenwart in der Ausgabe von 1911, Band II.

Kesselwagen
Kohlewagen, Selbstentlader
Eiserner Kohlewagen aus Press- und Stanzteilen
gedeckter Güterwagen
Plattformwagen / Schienenwagen
Selbstentladewagen für Schmalspurbahn
Regelspur Selbstentladewagen
offener Güterwagen, Schmalspur
Gedeckter Güterwagen, Schmalspur
Offener Güterwagen mit Freisitz Bremse, Schmalspur